# Txornopilia
Txornopilia (en (ucraïnès): Чорнопілля, en rus: Чернополье) és un poble de la República Autònoma de Crimea a Ucraïna, que el 2014 tenia 1.251 habitants. Pertany al districte de Bilogorsk.